# Giacciano con Baruchella
Giacciano con Baruchella ist eine italienische Gemeinde (comune) mit 2063 Einwohnern (Stand 31. Dezember 2023) in der Provinz Rovigo in Venetien.

## Geographie
Die Gemeinde liegt etwa 24 Kilometer westlich von Rovigo in der Polesine und grenzt unmittelbar an die Provinz Verona.

## Verwaltungsgliederung
Die Gemeinde setzt sich aus den drei Fraktionen Baruchella, Giacciano und Zelo zusammen. Der Verwaltungssitz der Gemeinde befindet sich im Ortsteil Baruchella.

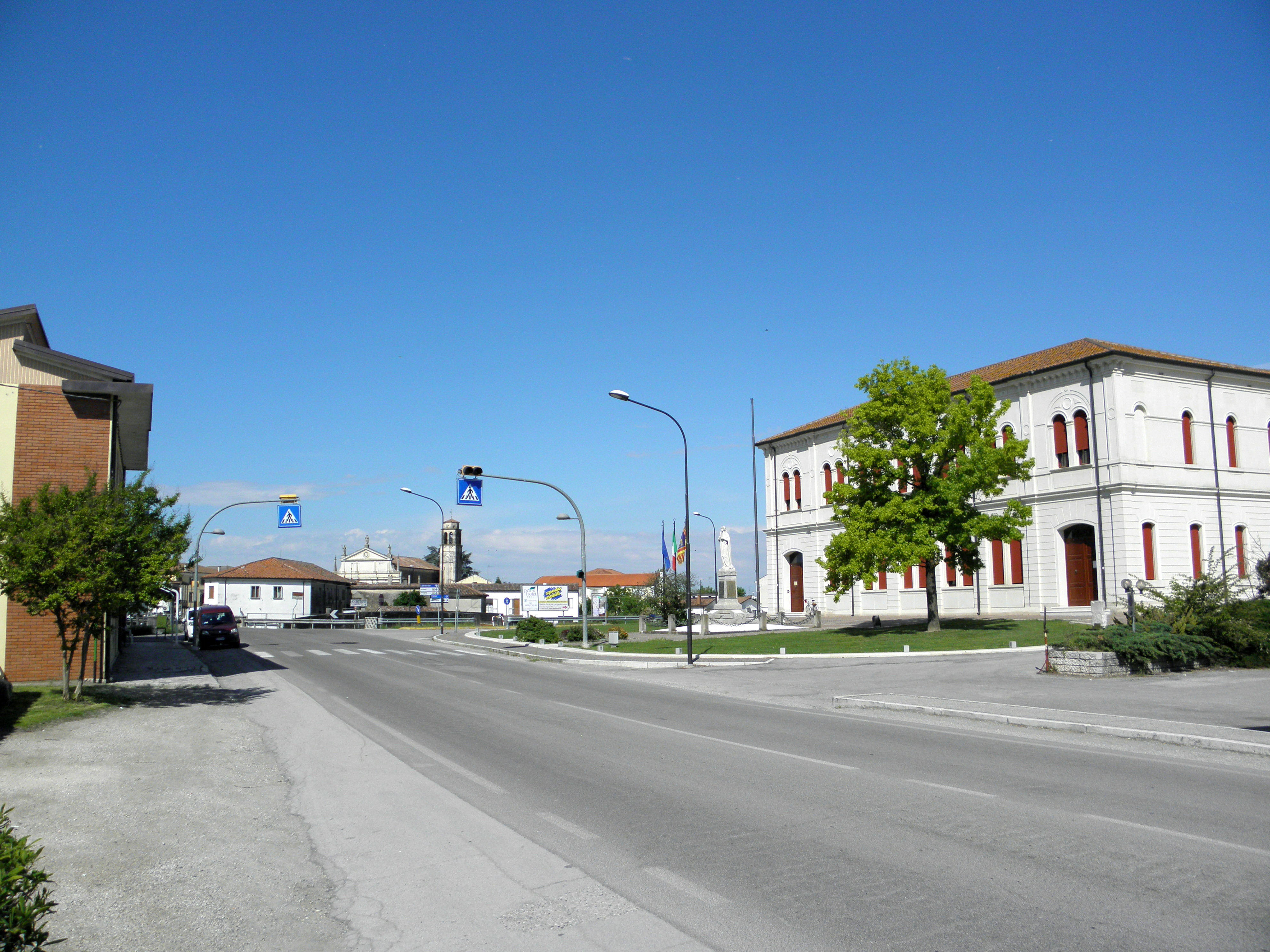
Rathaus in Baruchella
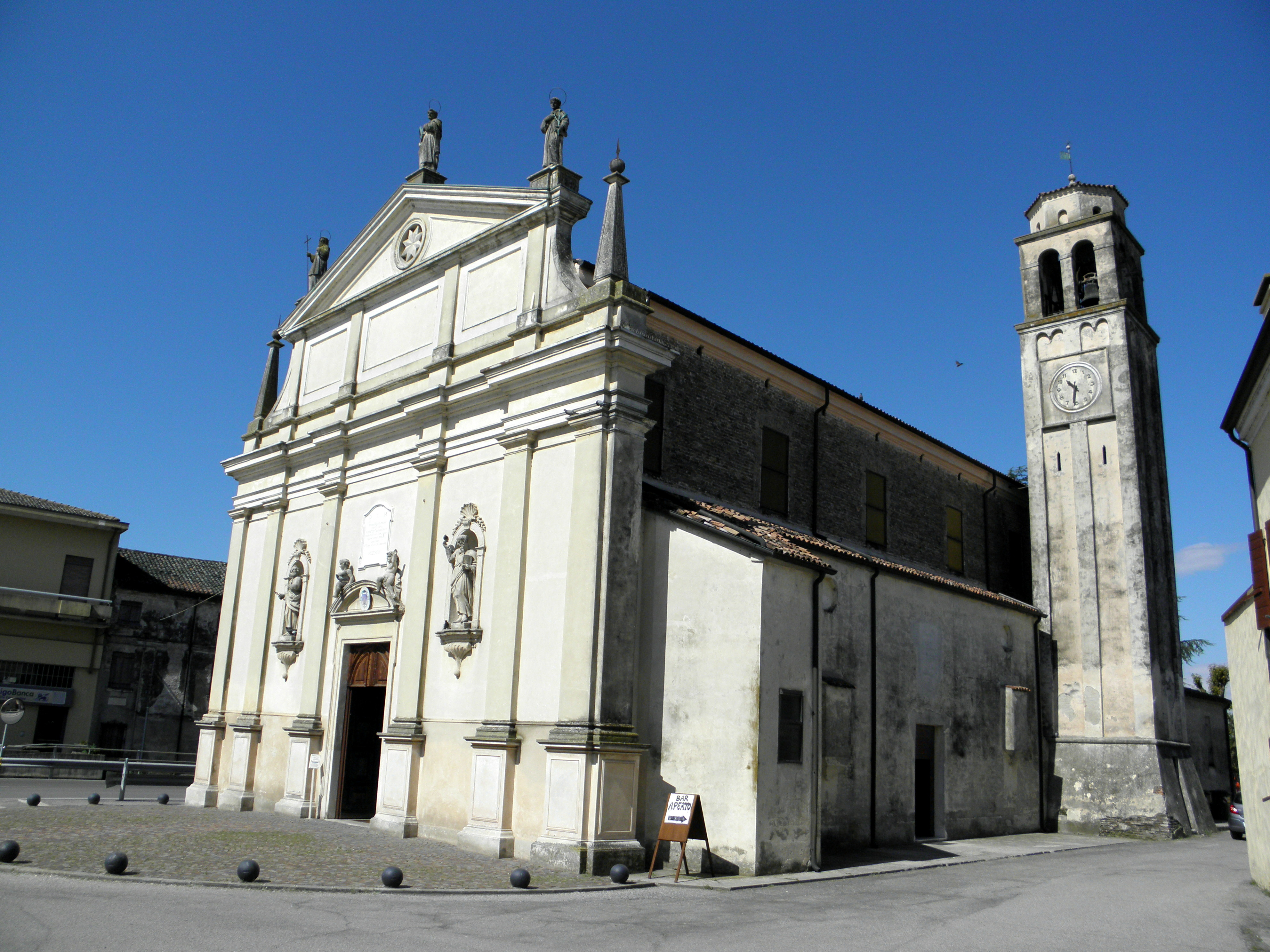
Pfarrkirche S. Pietro, Baruchella
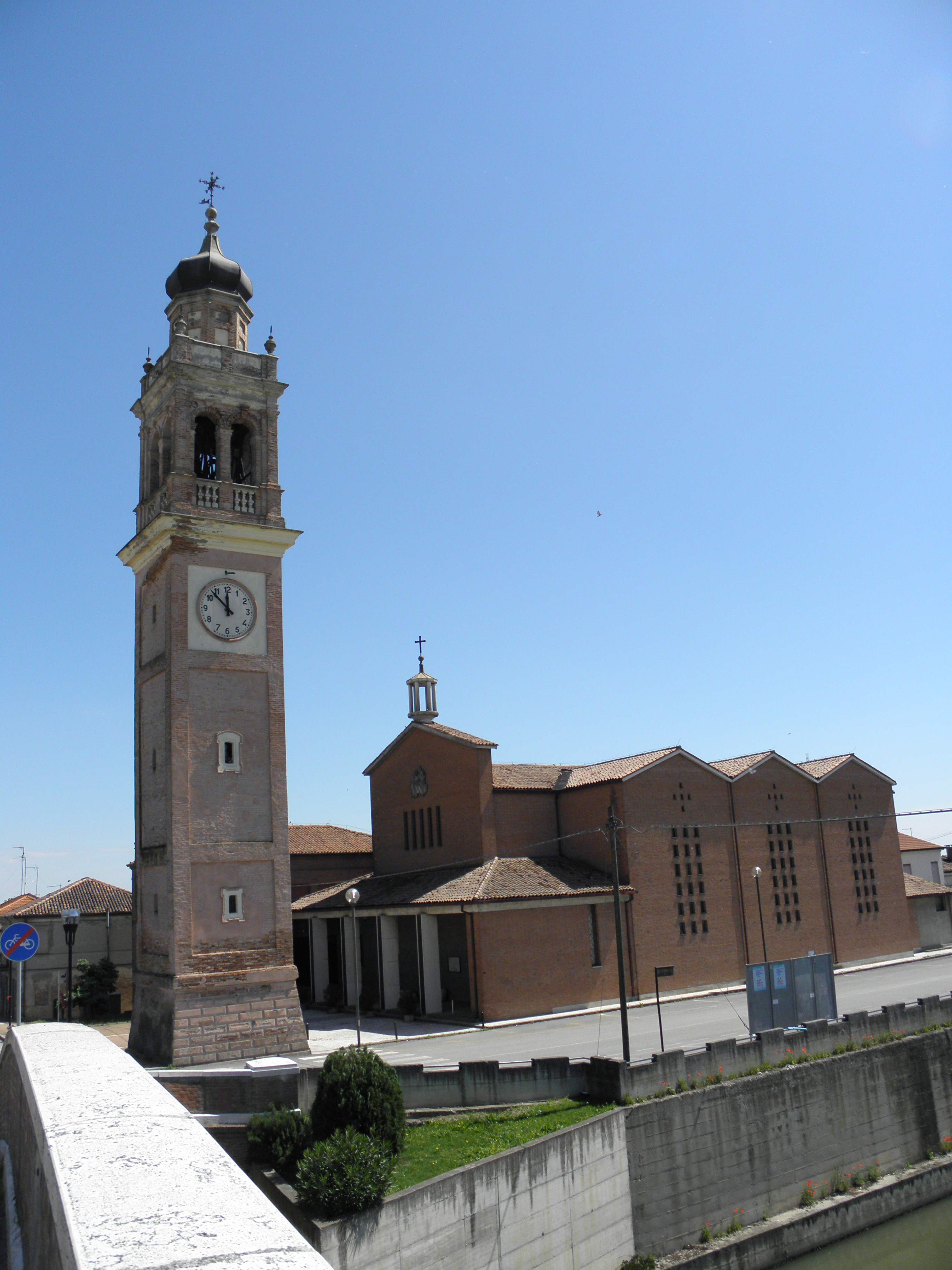
Kirche S. Andrea, Zelo
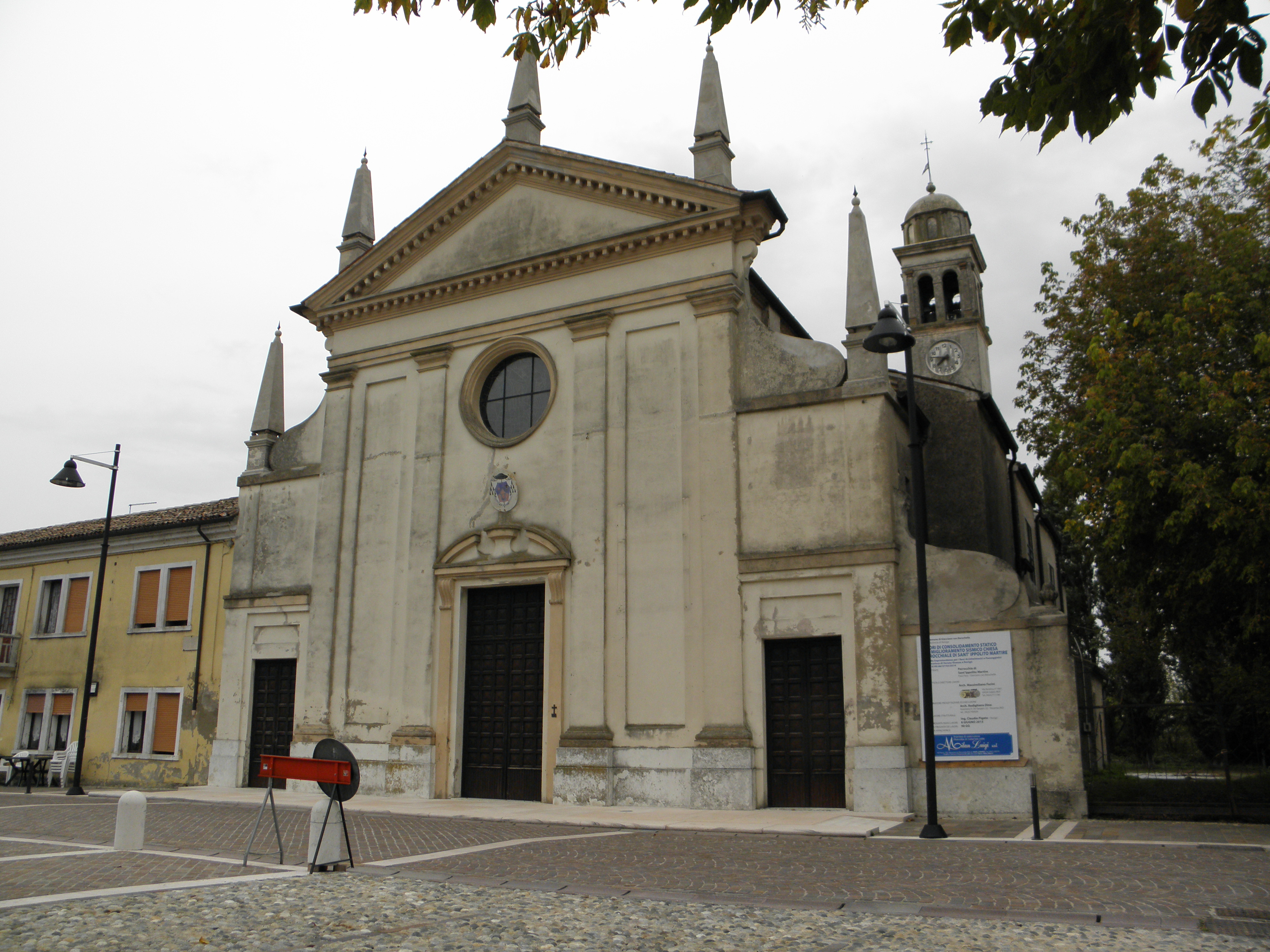
Kirche S. Ippolito, Giacciano

## Persönlichkeiten
- Giancarlo Bolognini (1938–2019), Sportfunktionär und Politiker

## Gemeindepartnerschaft
- Ludza, Lettgallen